# Văn miếu Mao Điền
Văn miếu Mao Điền thuộc làng Mậu Tài, xã Mao Điền, nay thuộc xã Cẩm Điền, huyện
Cẩm Giàng, tỉnh Hải Dương là một trong số ít văn miếu còn tồn tại ở Việt Nam. Nguyên được lập ra để tổ chức các kỳ thi Hương của trấn Hải Dương xưa nhưng vào thời nhà Mạc đã bốn lần tổ chức khoa thi Hội. Văn miếu Mao Điền nằm ngay cạnh đường quốc lộ số 5 từ Hà Nội đi Hải Phòng, cách thành phố Hải Dương 15 km về phía tây.
Tại miền Bắc Việt Nam, Văn miếu Mao Điền có quy mô và lịch sử lâu đời đứng thứ 2, chỉ sau Văn miếu Quốc Tử Giám. Văn miếu Mao Điền được lập ra để thờ Khổng Tử và các bậc đại nho theo truyền thống của Việt Nam, Trung Quốc và một số nước Đông Á khác.

## Lịch sử
Từ giữa thế kỷ 15, với chủ trương mở mang việc học hành và đào tạo nho sĩ, nhà Lê sơ đã cho xây dựng một loạt những trường học (trường quốc lập) trong đó có trường thi hương Mao Điền (huyện Cẩm Giàng).
Đến khoảng năm 1740, sau khi dời trấn lỵ của Hải Dương từ Dinh Lệ (ở Mặc Động - Chí Linh) về Dinh Dậu (Mao Điền) thì cho lập Văn miếu Vĩnh Lại (huyện Đường An), (nay thuộc xã Vĩnh Tuy huyện Bình Giang). Đây là văn miếu hàng tỉnh được xây dựng sớm nhất ở miền Bắc.
Năm 1801 dưới thời Tây Sơn, Văn miếu được di chuyển từ Vĩnh Lại về Mao Điền cùng với Trường thi hương trấn Hải Dương và trở thành nơi tạo ra hàng nghìn cử nhân, tiến sỹ Nho học, đứng hàng đầu cả nước. Năm 1807, dưới triều Nguyễn, trường thi Hương Hải Dương gần như chấm dứt vai trò sau kì thi Hương ở Hải Dương cuối cùng được tổ chức. Tuy nhiên, Văn Miếu Mao Điền thì tiếp tục duy trì vai trò của mình cho đến khi triều Nguyễn cáo chung vào ngày 30 tháng 8 năm 1945 
Năm 1948 thực dân Pháp đánh chiếm Mao Điền, biến Văn Miếu thành khu căn cứ chiếm đóng, phá nhà, xây lô cốt, tường rào kẽm gai xung quanh. Đạn bom và những năm tháng chiến tranh đã tàn phá di tích nặng nề. Từ một di tích lịch sử có thắng cảnh đẹp, Văn Miếu trở thành một nơi hoang phế.
Trận bão năm 1973 đã đánh sập 5 gian nhà Giải vũ – Tây vu.
Từ năm 2002 đến 2004, dưới thời Bí thư Tỉnh ủy Nguyễn Thị Kim Ngân, được sự đầu tư, hỗ trợ của các ban, ngành Trung ương và các cấp Đảng bộ chính quyền tỉnh Hải Dương đã khởi công xây dựng, tu bổ lại Văn miếu. Sau hơn hai năm nỗ lực thi công, công trình đã khánh thành.
Năm 2010, thực hiện chủ trương “xã hội hóa”, Ban quản lý di tích đã tiếp nhận công đức khắc dựng 01 tấm bia Tiến sĩ Nho học Hải Dương của tập thể CBVC Bệnh viện Đa khoa tỉnh Hải Dương. Số bia còn lại được lắp dựng hoàn thiện trong năm 2016. Ngày 12 tháng 3 năm 2017, Khánh thành 14 bia ghi tên 637 Tiến sĩ Nho học của Hải Dương thời phong kiến

## Đặc điểm
Ngay từ khi mới xây dựng, Văn Miếu đã là một công trình uy nghi, bề thế và thâm trầm cổ kính với thời gian. Phần chính gồm hai toà nhà lớn 7 gian, mái cong vút chạm trổ hình rồng phượng áp sát vào nhau. Kiến trúc  xây theo kiểu chữ Nhị, rộng 10 mẫu (3,6 ha), các hạng mục được quy hoạch đẹp mắt, cân đối, hài hòa từ trong ra ngoài.
Nhà ngoài là nơi tụ hội bái lễ của các bậc quan trường học giả. Hai bên là hai dãy nhà giải vũ 5 gian đối diện nhau, do nằm ở hai hướng Đông và Tây nên người dân nơi đây vẫn quen gọi là nhà Đông vu, Tây vu. Đông vu là nhà truyền thống còn Tây vu là nhà khách. Hai bên vách treo danh sách 637 vị tiến sĩ quê Hải Dương đỗ đạt trong các thời kỳ khoa cử Việt Nam.
Sảnh chính của văn miếu với gian nhà giữa và gác chuông, gác trống hai bên, ở sân có cây gạo cổ thụ hàng trăm năm tuổi.
Ngoài có đài nghiên, tháp Bút, Nghi Môn, Thiên Quang Tinh, Khái Thánh thờ thân Phụ và thân Mẫu của Khổng Tử. Tiếp đến là gác Chuông, gác Trống đối xứng với nhau và nằm ở phía hai đầu hồi dãy nhà giải vũ. Tiếp đến là hai gác chuông xây cất rất hoành tráng. Phía trước là hai hồ nước trong xanh in bóng cây gạo già hàng trăm năm tuổi. Xung quanh là các loại cây cảnh, cây ăn quả.
Xưa kia Hải Dương nằm ở phía đông kinh thành Thăng Long nên gọi là xứ Đông. Đây là vùng "đất học" vì thế triều Lê đã coi đây là một trong những trung tâm văn hoá giáo dục của cả nước, tiến hành tổ chức nhiều kỳ Thi Hội. Hàng năm đến kỳ thi, sĩ tử ở khắp nơi tề tựu về đây dựng lều chõng kín khắp cả khu cánh đồng Tràn phía trước. Trong số các sĩ tử đó có nhiều người Hải Dương đã tham dự và hiển đạt, như danh sĩ Nguyễn Bỉnh Khiêm (1535).
Trong quá trình tồn tại, Văn Miếu Mao Điền từ vị trí là trường học của riêng trấn Hải Dương đã trở thành trường thi của cả vùng, góp phần giáo dục và đào tạo nhân tài cho địa phương và cho đất nước.
Trước kia hàng năm  vào ngày "Đinh" (T) đầu tháng "trọng xuân" (tháng hai) và "Trọng thu" (tháng tám), trấn Hải Dương tổ chức lễ tế Khổng Tử, các quan đầu trấn, đầu phủ cùng cử nhân, tiến sỹ về làm lễ trọng thể, nêu cao truyền thống  "Hiếu học và tôn sư, trọng đạo" của người tỉnh Đông. Việc tế lễ diễn ra trang nghiêm, long trọng và rất đông vui.
Tháng 2 âm lịch hàng năm, tỉnh Hải Dương lại mở hội Văn Miếu. Người Hải Dương ở khắp nơi lại tề tựu về dự lễ hội, báo công, dâng hương tưởng nhớ các bậc danh nhân, tiên hiền của đất nước.

## Xếp hạng di tích
Văn miếu Mao Điền là trường quốc lập lớn thứ hai miền Bắc sau Quốc Tử Giám Hà Nội, văn miếu Mao Điền (Hải Dương) được xếp hạng di tích quốc gia đặc biệt. Nhiều đoàn khách du lịch và học sinh, giáo viên các trường đến đây tham quan, chiêm ngưỡng. Tuy nhiên, việc tổ chức hiện nay (cho đến đầu năm 2007) chưa thực sự xứng tầm là một điểm tham quan du lịch cấp quốc gia.